# Roger Stone
Roger Jason Stone (Norwalk, 27 de agosto de 1952) é um lobista, autor e consultor político conservador americano. Desde a década de 1970, Roger Stone tem atuado em campanhas de políticos do Partido Republicano, como Richard Nixon, Ronald Reagan, Jack Kemp, Bob Dole e Donald Trump. Em 1980, ele foi cofundador, juntamente com Paul Manafort e Charles R. Black Jr, da Black, Manafort & Stone, uma das maiores empresas de lobby americana. Em 20 de fevereiro de 2020, ele foi condenado a três anos e quatro meses de prisão por diversas acusações, incluindo obstrução da justiça, intimidação de testemunhas e declarações falsas em depoimento para o Congresso. Em julho, presidente Trump comutou a sentença de Stone e em dezembro, lhe concedeu um perdão federal completo. Juristas, adversários políticos e até aliados condenaram a decisão do presidente de conceder um perdão para o amigo, especialmente um acusado de corrupção. 
Stone é uma figura controversa. Um habilidoso estrategista político, ele é conhecido por "jogar sujo" (nas palavras dele próprio) e apelar para estratégias populistas. Na Campanha presidencial de Donald Trump em 2016, Stone promoveu uma série de informações falsas e teorias da conspiração. Ele descreveu seu modus operandi político como "atacar, atacar, atacar – nunca defender" e ainda "não admita nada, negue tudo, lance contra-ataque."
Durante a campanha de 2016, dois associados de Stone se encontraram com pessoas ligadas a Julian Assange para tentar conseguir informações danosas sobre a democrata Hillary Clinton, obtidas pelo WikiLeaks através de seus contatos com o governo russo. Stone orquestrou centenas de contas falsas do Facebook e blogueiros para administrar um esquema de influência política nas redes sociais. No final, em novembro de 2019, em uma investigação liderada por Robert Mueller, Stone foi indiciado em sete crimes federais e condenado a quarenta meses de prisão, servindo nem meio ano antes de sua sentença ser comutada por Trump, que sempre o defendeu, em julho de 2020.